# Miejska Biblioteka Publiczna w Mysłowicach
Miejska Biblioteka Publiczna w Mysłowicach – biblioteka w Mysłowicach, z siedzibą przy ulicy O. Strumieńskiego 4 na Starym Mieście. Jest jedną z instytucji kultury miasta Mysłowice i posiada 9 filii bibliotecznych w różnych jej częściach. Powołana została w 1948 roku. 

## Historia

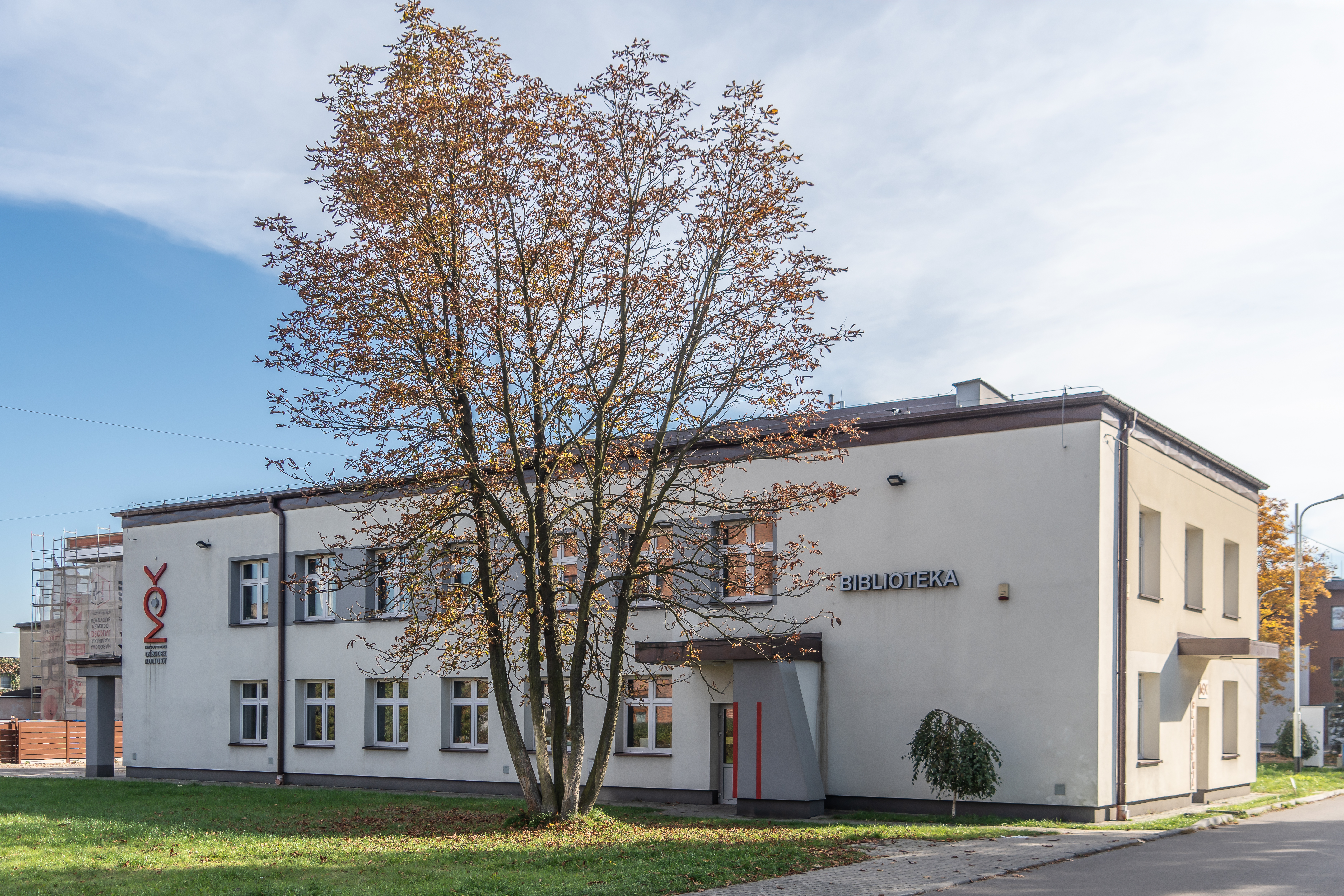
Filia nr 1 Miejskiej Biblioteki Publicznej w Mysłowicach (2024)

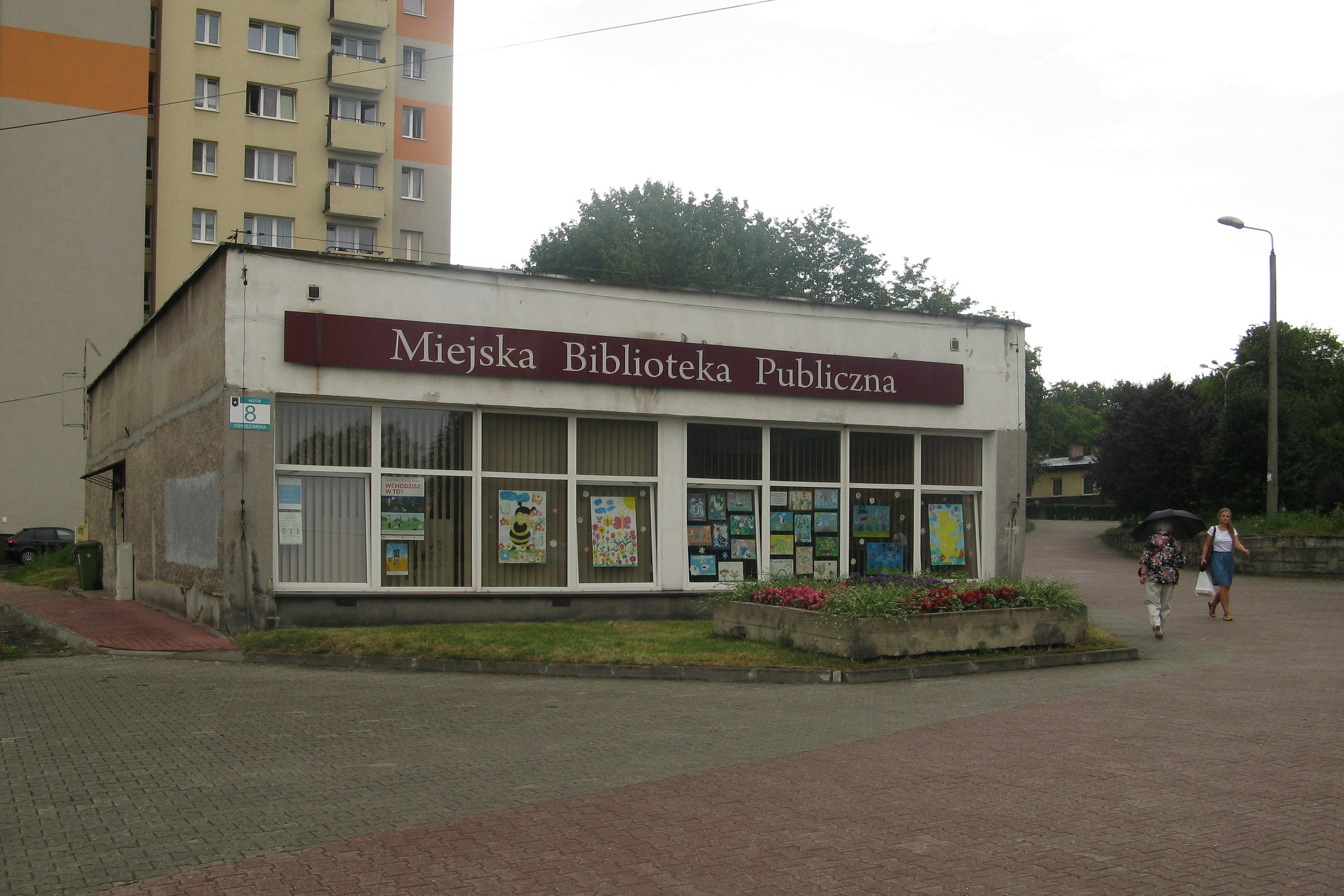
Filia nr 8 Miejskiej Biblioteki Publicznej w Mysłowicach (2018)

Podstawą pierwszej publicznej biblioteki w Mysłowicach (niem. Volksbibliothek) była czytelnia i magazyn książek, które urządzono w pomieszczeniach mysłowickiego ratusza udostępnionych około 1890 roku Towarzystwu Bibliotek (niem. Bibliothekenverein). W 1913 roku bibliotekę przeniesiono ją do nowo powstałego budynku przy bramie wejściowej do ogrodu zamkowego (późniejszy park Zamkowy). W 1914 roku z księgozbioru biblioteki, liczącego wówczas 945 tomów, skorzystało 2 276 czytelników.
Po 1922 roku i włączeniu Mysłowic do Polski, z przemianowania Volksbibliothek powstała w Mysłowicach Miejska Biblioteka Publiczna z dotychczasową siedzibą w parku Zamkowym. Pozostawiono na stanowisku kierowniczkę Margarete Schraube, która pracowała pod nadzorem radnego miejskiego Emila Caspariego. Powierzono jej za zadanie zgromadzenie polskiego księgozbioru i utworzenia biblioteki polskiej oraz wycofanie niemieckich publikacji. Zwolniono ją w 1925 roku, a nową kierowniczką została Anna Miklis. 
W latach 1922–1933 ogólna liczba wypożyczeń zmniejszyła się z poziomu 30,5 tys. do 18,6 tys. woluminów. Jednocześnie od 1926 roku rozwijała się w Mysłowicach Czytelnia Ludowa, będąca placówką biblioteczną Towarzystwa Czytelni Ludowych. W 1930 roku została ona przeniesiona do budynku Miejskiej Biblioteki Publicznej. W 1937 roku władze miejskie przekazały mysłowickiemu oddziałowi Towarzystwu Czytelni Ludowych Miejską Bibliotekę Publiczną z księgozbiorem oraz Czytelnię Ludową.
W okresie II wojny światowej, do końca 1939 roku niemieckie władze okupacyjne zlikwidowały wszystkie polskie placówki kulturalne w Mysłowicach. Część polskich książek z biblioteki publicznej przekazano na przemiał bądź spalenie. Pod koniec września 1939 roku wznowiła działalność Stadtbibliothek (z niem. Biblioteka Miejska) w domu Chylińskiego przy obecnym Rynku 4. Zasób biblioteczny zgromadzono ze zbiórek wśród mieszkańców, a następnie systematycznie sprowadzano z bibliotek III Rzeszy.  W 1941 roku z inicjatywy burmistrza Felixa Gollascha oddano nowe pomieszczenia dla biblioteki przy ówczesnej Modrzejowerstrasse.
Po II wojnie światowej rozpoczęto organizowanie polskiej biblioteki. 21 kwietnia 1948 roku utworzono w Mysłowicach Radę Miejską Biblioteki i Czytelni, w skład której weszli nauczyciele szkół średnich. Przygotowała ona oficjalne otwarcie biblioteki, które nastąpiło 9 maja 1948 roku. Pierwszym kierownikiem biblioteki był Jan Kurek.
Pierwsze polskie książki pochodziły z darów, potem także je kupowano. W latach 1948–1949 gromadzono w większości książki wydane przed II wojną światową, natomiast w następnych latach książki były sprowadzane zgodnie z planem centralnego zaopatrzenia bibliotek w nowości. W 1949 roku ówczesna Publiczna Biblioteka Miejska posiadała 2 611 tomów książek, z których korzystało 652 czytelników.
Pierwszy punkt biblioteczny mysłowickiej biblioteki otwarto w Brzęczkowicach 4 kwietnia 1949 roku, a kolejny, w Janowie Miejskim, w 1950 roku. Po 1953 roku powstały filie w Brzezince, Laryszu i Morgach. W 1975 roku istniało łącznie 11 placówek bibliotecznych, w tym dwie dziecięce.
W związku z wydzieleniem z Mysłowic pod koniec 1994 roku Imielina i Chełmu Śląskiego, w 1995 roku wydzielono także tamtejsze placówki biblioteczne. W tym samym roku połączono także dwie filie mysłowickiej MBP w jedną – zlikwidowano bibliotekę dziecięcą, włączając jej księgozbiór do filii nr 11. Łącznie liczba placówek bibliotecznych zmniejszyła się z 15 w 1994 roku do 12 w 1995 roku.
W 1995 roku w Miejskiej Bibliotece Publicznej w Mysłowicach zatrudnionych były 33 osoby, księgozbiór na koniec roku wynosił 274 258 woluminów, liczba czytelników 17 269 osób, a liczba wpożyczeń na zewnątrz 329 754 woluminów.
W 1997 roku zlikwidowano filię nr 10 w Dziećkowicach, przekształcając ją w punkt biblioteczny. W 2001 roku do nowego lokalu przeniesiono filię nr 3, a także rozpoczęto także komputeryzacji mysłowickiej biblioteki. W 2008 roku na 11 placówek 10 z nich było skomputeryzowanych, a 8 posiadało dostęp do Internetu. 
W 2010 roku zlikwidowano filię nr 6 funkcjonującą w dzielnicy Piasek. Stan techniczny placówki nie odpowiadał wymogom. Księgozbiór dla dorosłych i dzieci przeniesiono do głównej siedziby, która z wypożyczalni dla dorosłych stała się placówką uniwersalną. W 2011 roku przeniesiono filię nr 2 na Bończyku do nowego lokalu w ówczesnym Zespole Szkół Ponadgimnazjalnych nr 3, poprawiając w ten sposób warunki do pracy i obsługi czytelni. W tym czasie na jedną placówkę biblioteczną, których było 10, przypadało 7 476 mieszkańców. Na 100 osób przypadało wówczas 403 wypożyczeń.
W 2013 roku wyremontowano siedzibę filii nr 8 przy ulicy 3 Maja 28 w Wesołej. W 2020 roku przeprowadzono remont generalny fili nr 4 na Morgach. W tym czasie na 100 mieszkańców przypadało średnio 12 czytelników biblioteki. Działało wówczas 10 placówek, które wszystkie były skomputeryzowane i miały dostęp do Internetu. W 2022 roku przeprowadzono remont filii nr 11 przy ulicy Mikołowskiej 40. W 2024 roku zakończono zasadnicze prace remontowe głównej siedziby biblioteki.

## Charakterystyka
Miejska Biblioteka Publiczna w Mysłowicach jest jedną z instytucji kultury organizowaną przez miasto Mysłowice. Jej główna siedziba znajduje się przy ulicy O. Strumieńskiego 4. Na strukturę mysłowickiej biblioteki składała się biblioteka centralna oraz 9 filii bibliotecznych (stan na 2025 rok). W siedzibie głównej działa Czytelnia Główna oraz Wypożyczalnia Centralna. Dyrektorem instytucji była wówczas Izabela Partyka.
Biblioteka gromadzi zbiory książkowe i nieksiążkowe (e-booki i audiobooki) – w 2023 roku książek drukowanych było 92,5%, a audiobooków 7,5%. Gromadzi wydawnictwa zwarte, ciągłe i zbiory specjalne. Pod koniec 2023 roku posiadała łącznie 190 492 jednostek inwentarzowych.
Bierze także aktywny udział w organizowaniu imprez kulturalno-oświatowych na terenie Mysłowic, a także organizuje różne formy pracy z dziećmi i dorosłymi oraz osobami starszymi i niepełnosprawnymi. Uczestniczy m.in. w akcjach Narodowego Czytania, Światowego Dnia Książki i Praw Autorskich czy bookcrossingu, a także organizuje spotkania autorskie.

## Filie
| Nazwa filii              | Adres                   | Dzielnica             |
| ------------------------ | ----------------------- | --------------------- |
| Filia biblioteczna nr 1  | ul. Laryska 5           | Brzezinka             |
| Filia biblioteczna nr 2  | ul. Wielka Skotnica 84a | Bończyk-Tuwima        |
| Filia biblioteczna nr 3  | ul. Laryska 102         | Larysz-Hajdowizna     |
| Filia biblioteczna nr 4  | ul. J. Wybickiego 80    | Morgi                 |
| Filia biblioteczna nr 5  | ul. gen. J. Ziętka 25   | Brzęczkowice i Słupna |
| Filia biblioteczna nr 7  | ul. Oświęcimska 8       | Mysłowice Centrum     |
| Filia biblioteczna nr 8  | ul. 3 Maja 28           | Wesoła                |
| Filia biblioteczna nr 9  | ul. Górnośląska 5       | Kosztowy              |
| Filia biblioteczna nr 11 | ul. Mikołowska 40       | Mysłowice Centrum     |
| [ 28 ] [ 32 ] [ 29 ]     | [ 28 ] [ 32 ] [ 29 ]    | [ 33 ]                |